# Skäfehögen

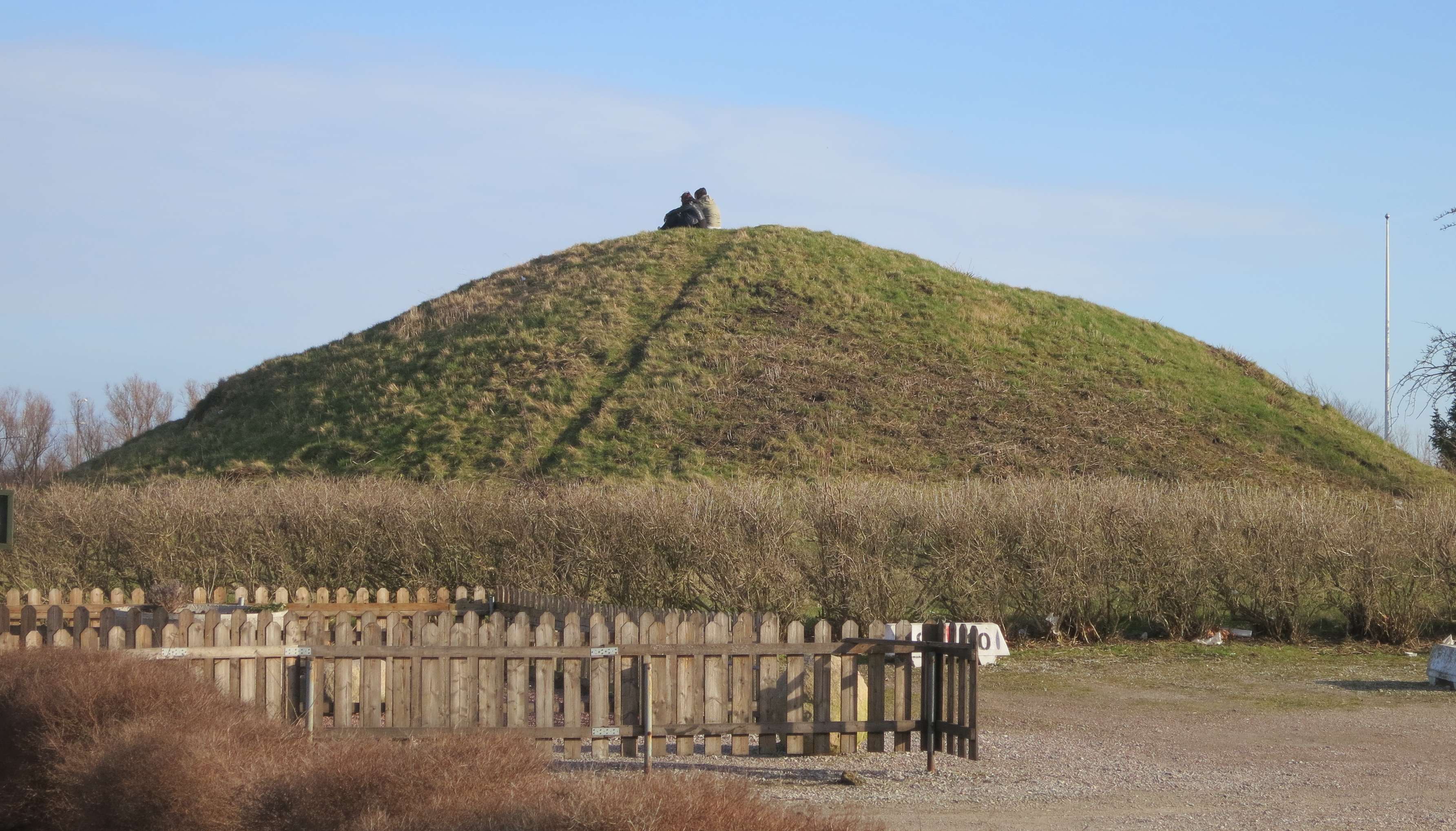
Der Skäfehögen

Der Skäfehögen (auch Skävehögen oder Sjöhögen genannt) ist ein bronzezeitlicher Grabhügel in Malmö-Fosie in Schonen in Schweden. In älteren Quellen wird er als Giedelövs bezeichnet.
Der etwa sieben Meter hohe Hügel liegt an der Nordseite einer Erhebung. Auf der Höhe gab es eine Altstraße, die von Lund zur Küste des Öresunds verlief. Nach einer Theorie könnte die Straße bis in die Bronzezeit zurückgehen, weil sie nahe an den bronzezeitlichen Hügeln verlief. Die Hügel, darunter der Borrebacke, die Hügel von Fosie und Husie, die Kungshögarna von Malmö-Oxie sowie der Skumparpsbacken, haben die Größe des Skäfehögen.
Ausgrabungen südlich des Skäfehög haben neben der Straße ein Urnengräberfeld aus der Spätbronzezeit freigelegt.